# خطاب الكراهية عبر الإنترنت
إنّ الكلامَ المسيء والذي يهدِفُ إلى نشرِ الكراهيةِ أن يتمّ باستخدامِ الإنترنت، وباستخدامِ وسائلِ التواصلِ الاجتماعيّ بشكلٍ عام؛ بهدفِ مهاجمة فردٍ أو مجموعةٍ بناءً على توجهاتهِمُ العرقيّةِ أو الدينيةِ أو الجنسيّةِ أو أصولهِمُ العرقيةِ أو توجهاتهِمُ الجنسيةِ أو إعاقاتهِمُ الجسديّةِ.
يعتبرُ الكلامُ الذي ينشرُ الكراهيةَ ويتمّ نشرهُ باستخدامِ الإنترنت تعبيرًا عن صراعاتٍ بينَ مجموعاتٍ مختلفةٍ داخلَ المجتمعاتِ، ويعدّ مثالًا على كيفيةِ جلبِ التقنياتِ التي تمتلكُ قدراتٍ تحويليةٍ مثلَ الإنترنت للفرصِ والتحديات، كما أنه يشيرُ إلى توازنٍ معقدٍ بينَ الحقوقِ الإنسانية والمبادئ كذلك، بما يتضمن حريةَ التعبيرِ والدفاعِ عن كرامةِ الإنسان.
يعدّ الكلام الذي يحضّ على الكراهية مصطلحًا مثيرًا للجدل. حيث سعت الاتفاقياتُ متعددةُ الأطرافِ مثلَ المعهدِ الدوليّ الخاصّ بالحقوقِ المدنيةِ والسياسيةِ (ICCPR) إلى تعريفِ ملامحه. كما تم البدءُ في عملياتِ أصحابِ المصالحِ المتعددة (مثل خطة عمل الرباط) لتحقيقِ وضوحٍ أكثرَ واقتراحِ طرائقَ لتحديدِ الرسائلِ المسيئة. ومع ذلك، ما زال استخدامُ الكلامِ الذي يحضّ على الكراهيةِ مستمرًا وبشكلٍ واسعٍ في الحواراتِ اليوميّةِ كمصطلحٍ عامٍ واعتياديّ، كما أنه يعملُ على مزجِ تهديداتٍ قد تلمسُ الأمنَ على الصعيدينِ الفرديّ والاجتماعيّ مع حالاتٍ قد يكون فيها المجتمعُ أو فئة منهُ غاضبون ضدّ السّلطة.
كما وضعَت كلّ من المنظماتِ التي تُساهمُ في الاتصالِ عبرَ الإنترنت مثلَ جوجل ووسائلِ التواصلِ الاجتماعيّ مثل (تويتر، فيسبوك) تعريفات وقواعدَ خاصةٍ لمصطلحاتِ الكراهيةِ التي تُجبرُ المستخدمينَ بالالتزامِ بمجموعةٍ محددةٍ من القواعدِ وتسمحُ للشركاتِ بالتزامِ أشكالٍ محددةٍ من التعبيرِ كذلك. وقد سعتِ الهيئاتُ الوطنيةُ والإقليميةُ إلى تطويرِ فهمِ المصطلحاتِ المتجذرةِ في التقاليدِ على الصعيدِ المحلي.
إن سرعةَ انتشارِ الإنترنت تشكلُ صعوباتٍ وعَقَباتٍ على الحكوماتِ ممّا يعيقُ تطبيقَها للتشريعاتِ الوطنيةِ عبرَ العالمِ الافتراضيّ. تضعُ القضايا المتعلقةُ بالكلامِ المُسيء والتي قد يكون سببُها ظهورُ مساحاتِ خاصّةٍ للتعبيرِ عبرَ مواقعِ التواصلِ الاجتماعيّ مثل (فيسبوك، تويتر)  تحدياتٍ للعاملينَ على تنظيمِ هذهِ المواقع. حيثُ أنّ بعضَ الشركاتِ التي تمتلكُ مثلَ هذهِ المساحاتِ أصبحت أكثرَ استجابةً لمُعالجةِ الكراهيةِ التي يعملُ استخدام الكلام المسيء على نشرِها عبر الإنترنت.
يتحدثُ السياسيونَ والناشطونَ والأكاديميونَ اليومَ عن ماهيةِ الكلامِ المسيء الذي يعملُ على نشرِ الكراهيةِ وعن علاقتهِ بالكلامِ خارجَ نطاقِ الإنترنت، لكن المشكلةَ تكمُنُ في أنّ المناقشاتِ التي تدورُ حولَ ماهية الكلامِ المسيء تفتقرُ إلى الأدلةِ التجريبيّةِ والواقعيّةِ.
أدّت طبيعةُ الكلامِ المسيء الذي يحضّ على الكراهيةِ وعواقبهِ المحتملةِ إلى التركيزِ على كيفيةِ وضعِ حُلولٍ لهذه المشكلةِ وكيفيةِ إدراجِ هذه الحلولِ في المعاييرِ الدوليةِ لحقوقِ الإنسان. كما أنّ التركيزَ على وضعِ الحلولِ عملَ على الحدّ من التركيزِ على محاولاتِ فهمِ المُسَبباتِ وراءَ هذه الظّاهرةِ والطرائقِ الديناميكيةِ التي تتدفَقُ من خلالِها أنواعٌ معينةٌ منَ المُحتوى وتؤدّي -أو لا- إلى التمييزِ الفعليّ أو العداء أو العُنف.

## تعاريف

### الكلامُ الذي يحضّ على الكراهية
يرتبطُ الكلامُ الذي يثيرُ البغضاءَ والكراهية في علاقةٍ معقدةٍ مع حريةِ التعبيرِ عن الرأيِ وحقوقِ الأفرادِ والجماعاتِ والأقلياتِ بالإضافةِ إلى مبادئ الكرامةِ والحريةِ والمساواة. وغالبًا ما يتمّ الطعنُ في تعريفِهِ.
يشيرُ الكلامُ الذي ينشرُ الكراهيةَ في التشريعِ الوطنيّ والدوليّ إلى تعبيراتٍ تدعو إلى نشرِ الضررِ والتحريضِ عليه (التمييز أو العداء أو العنف على وجه الخصوص) اعتمادًا على هدفٍ ما يتمّ تحديدهُ مع مجموعةٍ اجتماعيةٍ محددةٍ أو مجموعةٍ ديموغرافيةٍ ما. ويتضمنُ هذا الكلامُ على سبيل المثال لا الحصر، خطاباتٍ تدعو إلى أنشطةٍ تحضّ على أعمالِ العنفِ أو تشجّعُها. وقد يمتدُّ هذا المفهومُ أيضًا إلى إثارَةِ تعبيراتٍ تعملُ على تعزيزِ مَناخٍ من التحيزِ والتعصّبِ على افتراضِ أنّ هذا يقودُ إلى التمييزِ المستهدفِ والعداءِ والهَجَماتِ العنيفة. في الأوقات الحَرجةِ مثلَ أوقاتِ الانتخابات، قد يتمّ استخدامُ الكلامِ المسيء كفرصَةٍ للتلاعُبِ فقد يتمّ تبادُلُ الاتهاماتِ بينَ المعارضينَ السياسيينَ أو من قبلِ الأشخاصِ الذينَ يسعونَ لوقفِ المُعارضةِ والنّقدِ في سبيلِ السُّلطة.
إذًا فالكلامُ المسيء (سواءً أكانَ قد نُشِرَ بالنّص أو الصّورةِ أو الصّوتِ) يُمكنُ تعريفُهُ من خلالِ الوظائفِ التي يَخدِمُها. غالبًا ما يبدو أكثرَ أو أقل مثل:
«لا تنخدع بالاعتقاد بأنّهُ مُرحبٌ بكَ هُنا. [...] أنتَ غيرُ مرغوبٍ فيه، وسوفَ تنبذُ أنتَ وعائلتكَ، وتستبعدُ، وتضربُ، وتطرد، كلما استطعنا الفرارَ من ذلك. يجب أن تبقي الأنظار الآن، لكن لا ترتاحَنّ كثيراً. [...] كن خائفًا.»
من وظائف الكلام الذي يحض على الكراهية أيضًا السماحُ للآخرينَ ذوي وجهاتِ النظرِ المتشابِهَةِ بمعرفةِ أنهم ليسوا وحدهم، لتعزيزِ شعورِهم داخلَ المجموعةِ (المزعومة) أنّهم ليسوا تحتَ التهديد. يمكن إرسال رسالة نموذجية هذه المرة إلى الأفراد ذوي التفكير المتماثل مثل:
"نعلمُ أن بعضكم يوافق على أن هؤلاء الأشخاص ليسوا مطلوبين هنا. نحن نعلم أن البعض منكم يشعرون أنهم قذرون (أو خطرون أو إجراميون أو إرهابيون). اعلم الآن أنك لست وحدك. [...] هناك ما يكفي منّا للتأكد من أنّ هؤلاء الأشخاصِ غيرُ مرحبٍ بهم. هناكَ ما يكفي منّا للفت الانتباه إلى ما هم عليه هؤلاء الأشخاص حقًا ". "
إن الكلام الذي يحض على الكراهية يعتمدُ على التوترات التي يسعى إلى إعادة إنتاجها وتضخيمها. هذا الكلام يوحد وينقسم في نفس الوقت حيثُ يخلقُ طائفتين «نحن» و «هم».